# Rhamnus lycioides
Rhamnus lycioides är en brakvedsväxtart. Rhamnus lycioides ingår i släktet getaplar, och familjen brakvedsväxter.

## Underarter
Arten delas in i följande underarter:
- R. l. amygdalina
- R. l. atlantica
- R. l. borgiae
- R. l. graeca
- R. l. laderoi
- R. l. lycioides
- R. l. velutina

## Bildgalleri

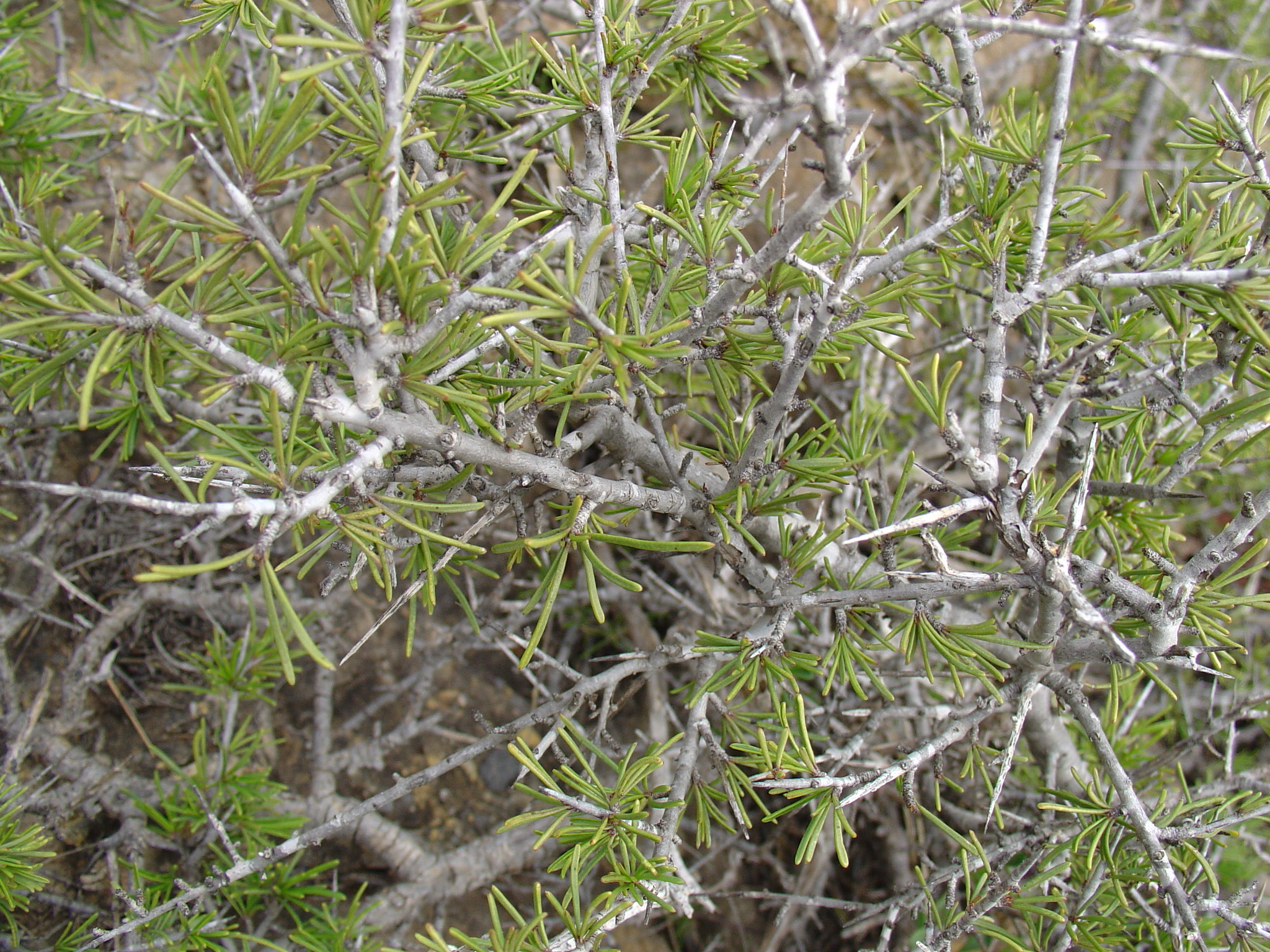
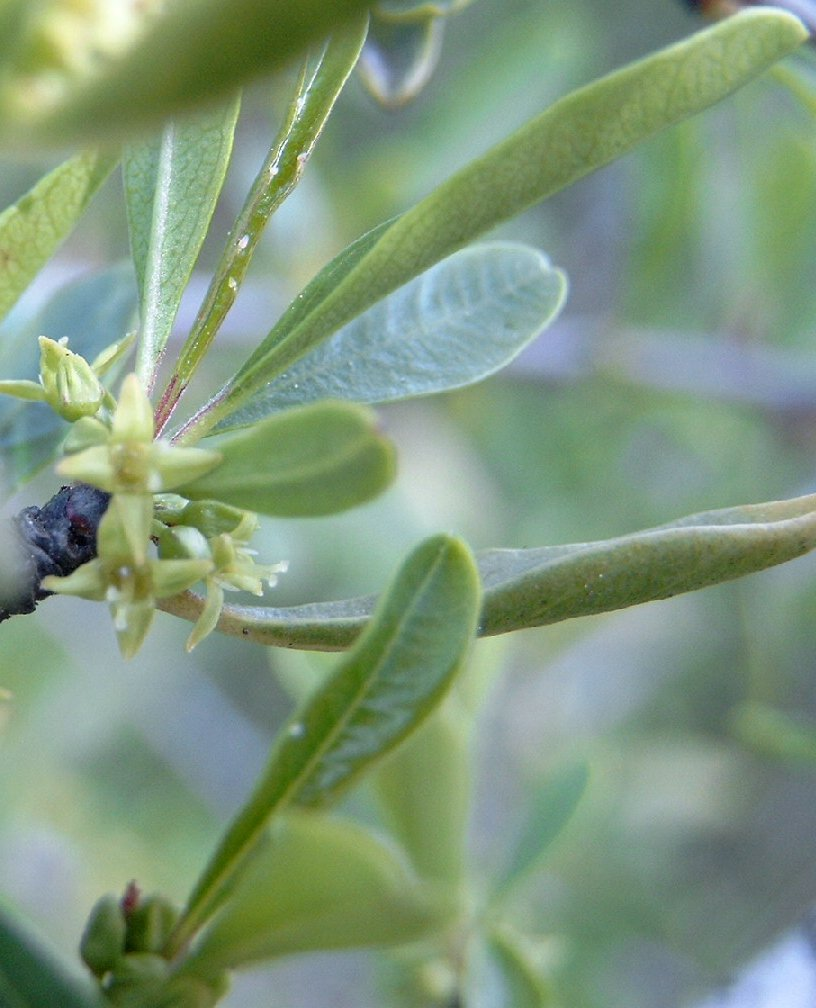
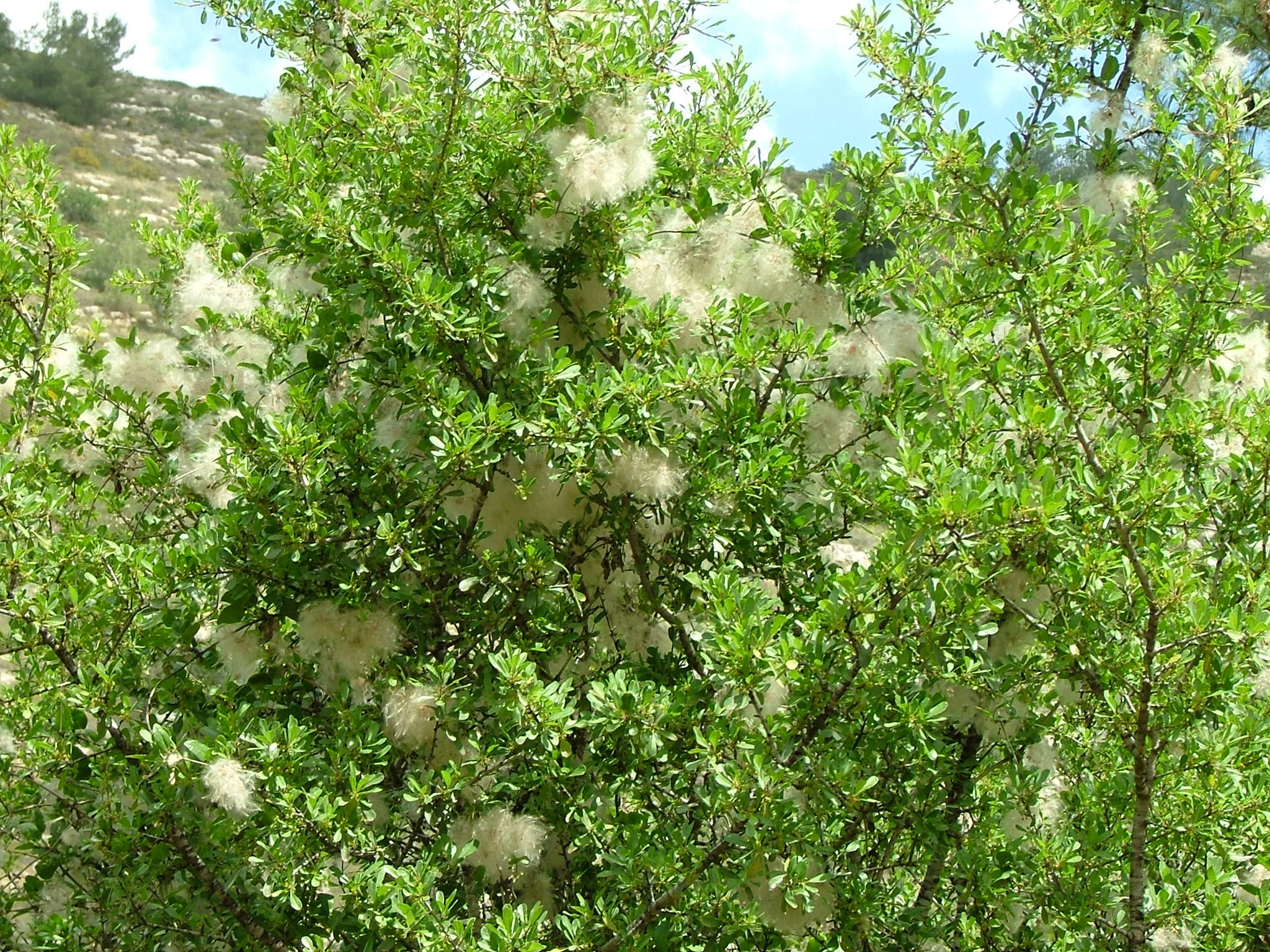
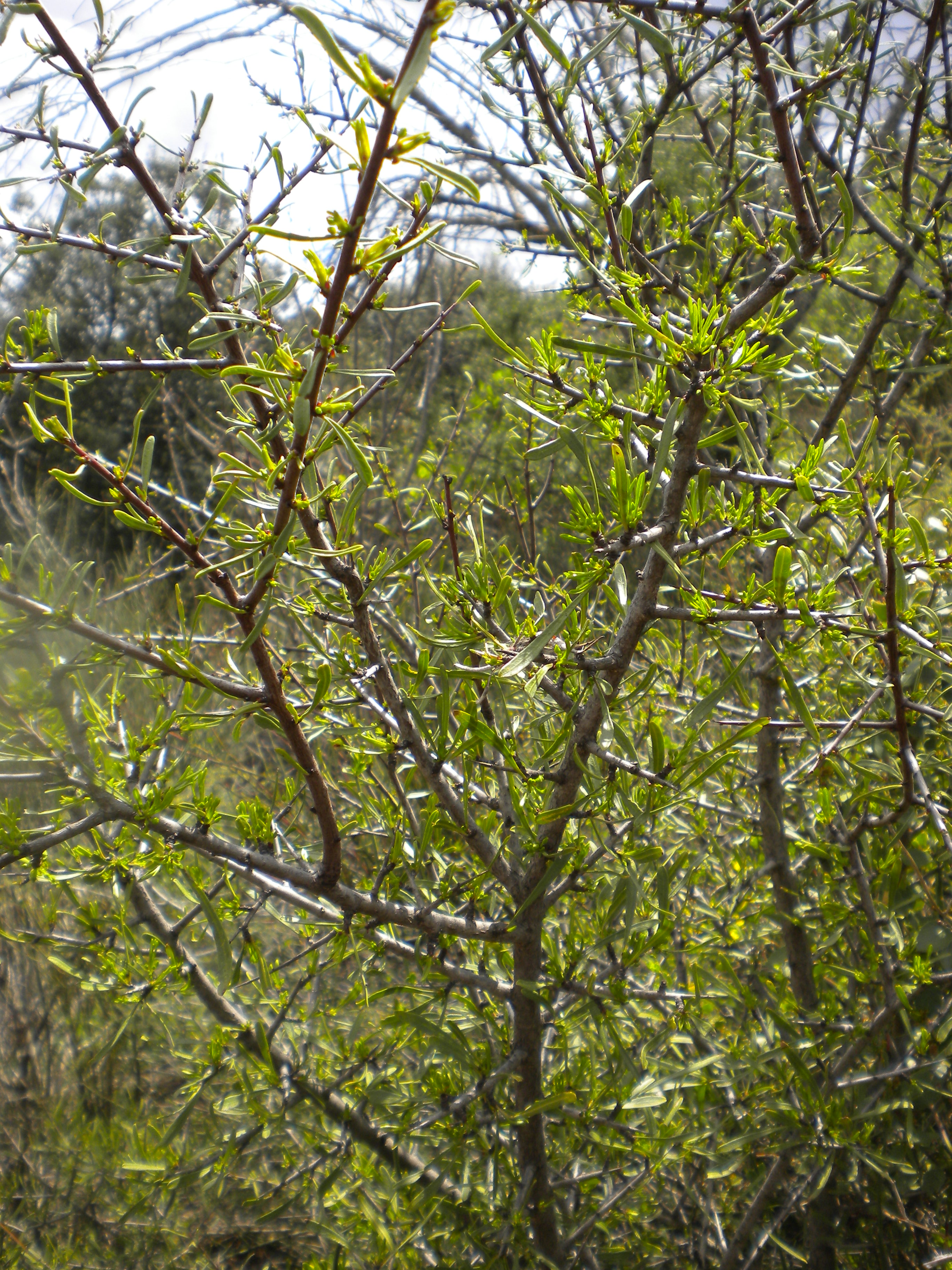
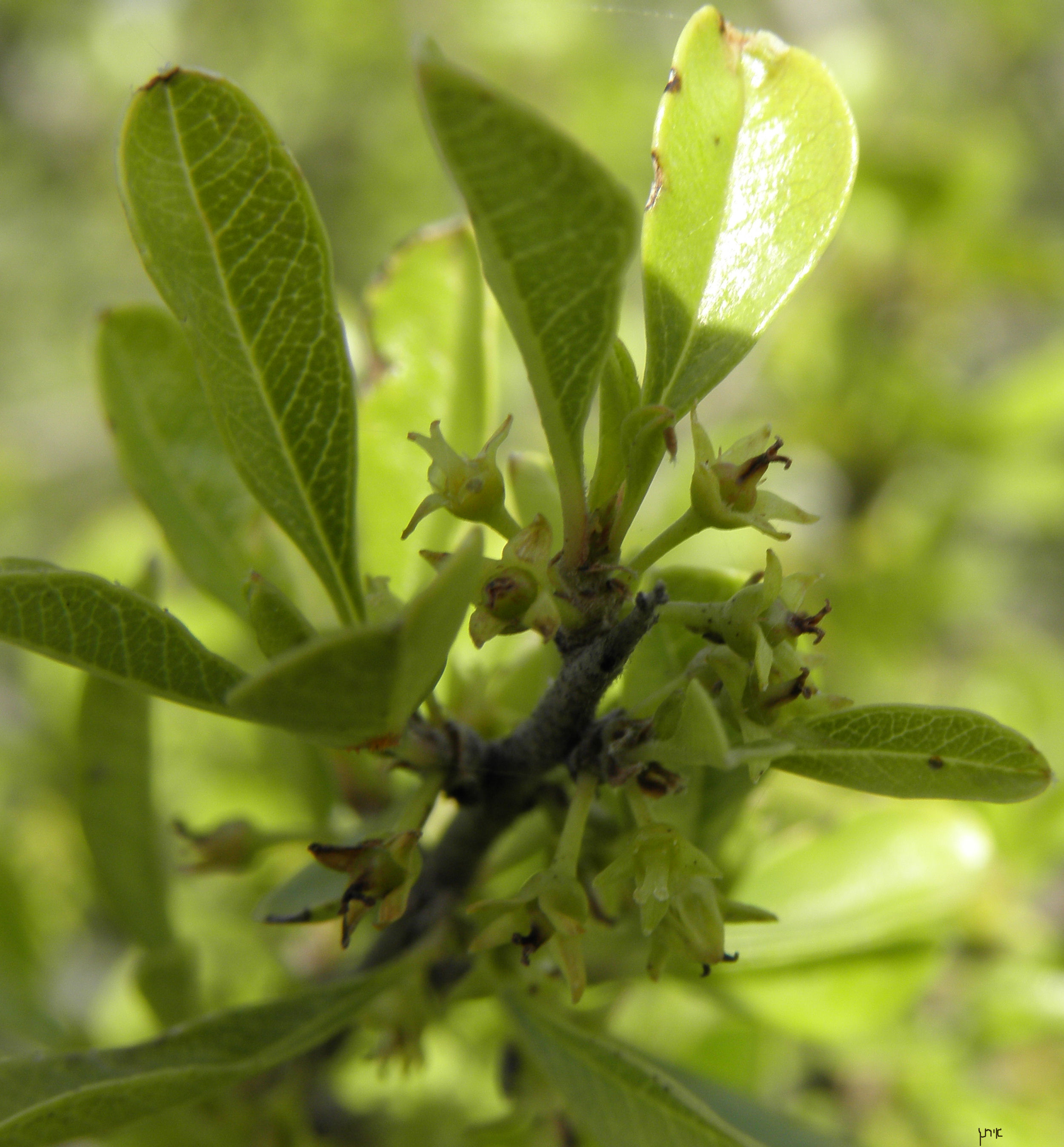